# Cauffry
Cauffry [kofʁi] ist eine französische Gemeinde mit 2.669 Einwohnern (Stand: 1. Januar 2022) im Département Oise in der Region Hauts-de-France. Sie gehört zum Arrondissement Clermont und zum Kanton Nogent-sur-Oise (bis 2015: Kanton Liancourt). Cauffry gehört zum Gemeindeverband Communauté de communes du Liancourtois. 

## Geographie

### Lage
Cauffry liegt etwa 51 Kilometer nördlich von Paris am Fluss Brèche und an der früheren Route nationale 16 (D1016).

### Nachbargemeinden
| Cambronne-lès-Clermont | Rantigny                                    | Liancourt         |
|                        | Kompassrose, die auf Nachbargemeinden zeigt | Mogneville        |
| Rousseloy              | Laigneville                                 | Monchy-Saint-Éloi |

## Bevölkerungsentwicklung
| Jahr      | 1962 | 1968 | 1975 | 1982 | 1990 | 1999 | 2006 | 2012 |
| Einwohner | 1043 | 1239 | 1332 | 1689 | 2137 | 2300 | 2273 | 2455 |

## Sehenswürdigkeiten
Siehe auch: Liste der Monuments historiques in Cauffry
- Kirche Saint-Aubin (auch Sainte-Geneviève), um das 12. Jahrhundert entstanden, romanische und gotische Elemente, Monument historique seit 1930
- Kapelle Saint-Roch
- Calvaire aus dem 15./16. Jahrhundert, Monument historique seit 1932
- Rathaus mit Park und Arboretum, entstanden im 17. Jahrhundert
- Schloss Cauffry aus dem 19. Jahrhundert, heutige Bibliothek

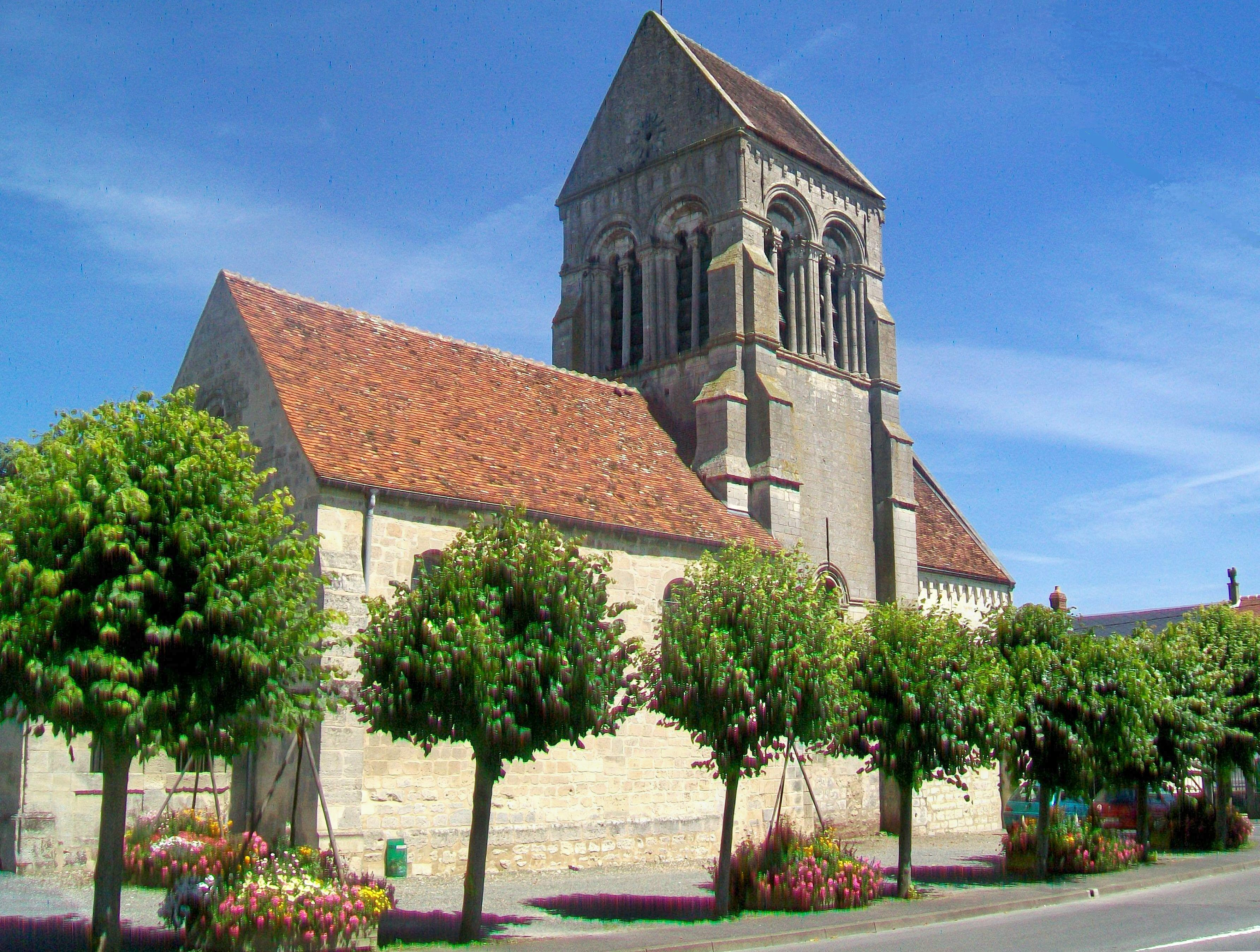
Kirche Saint-Aubin
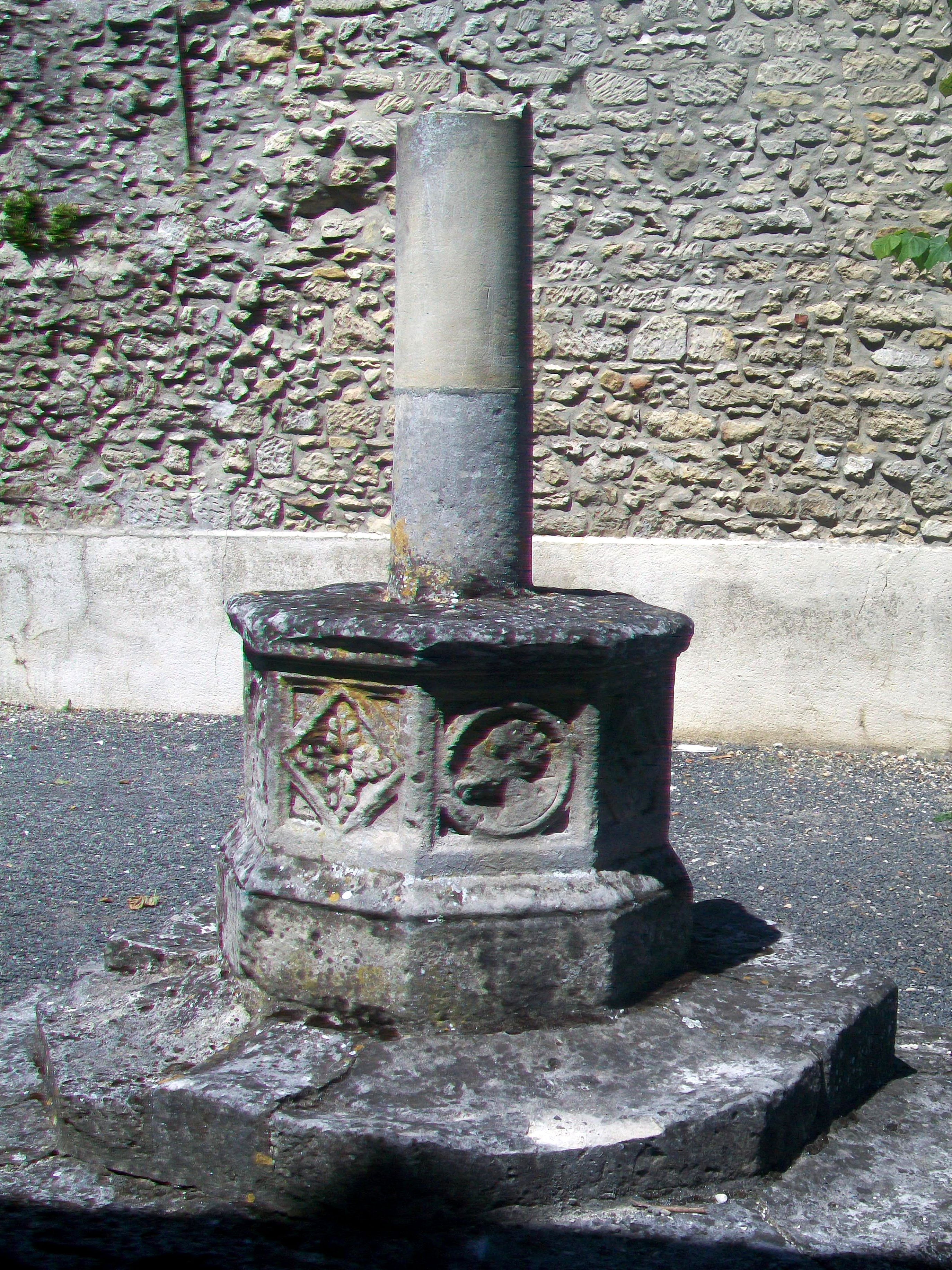
Calvaire
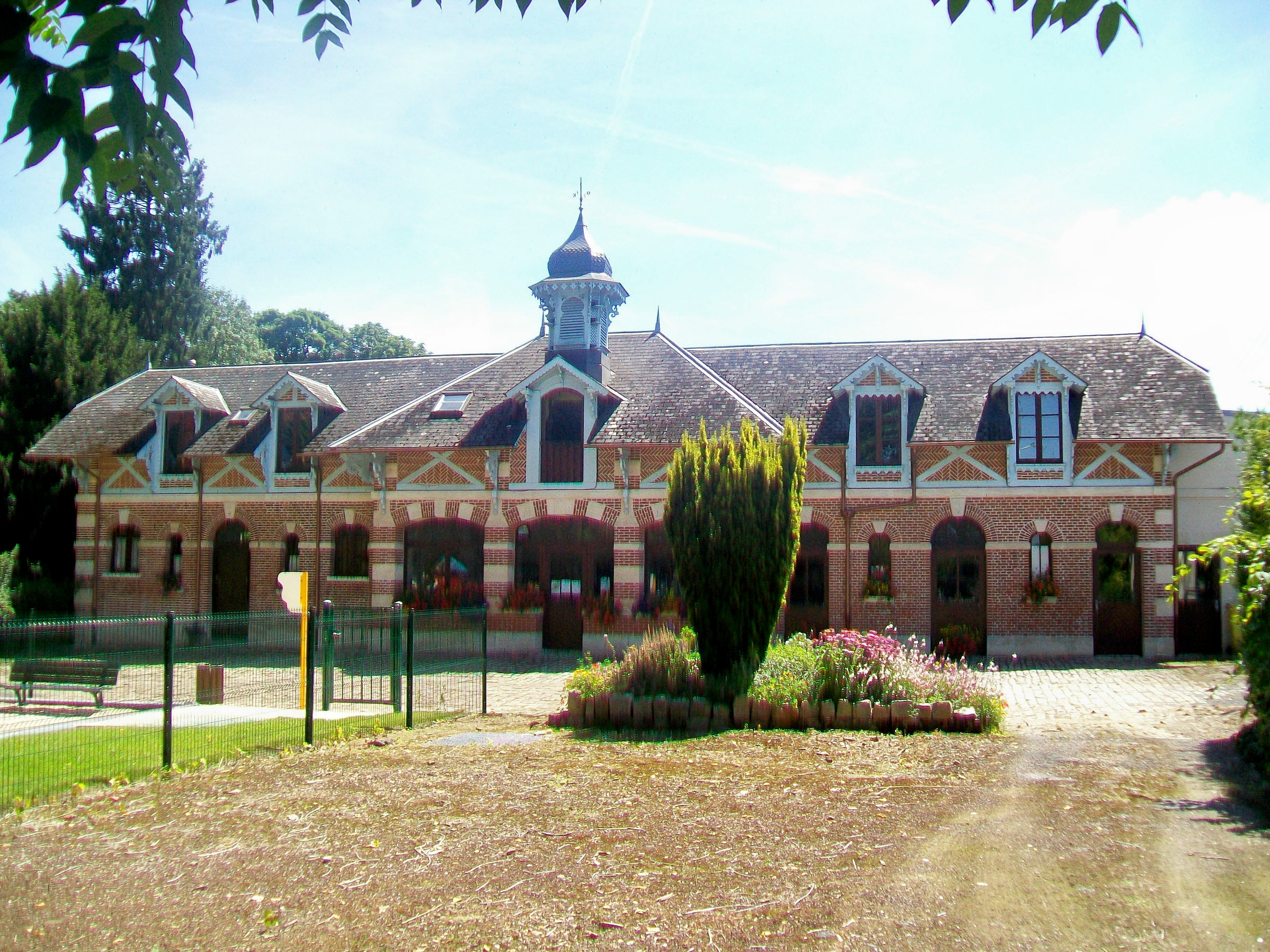
Früheres Schloss Cauffry, heutige Bibliothek

## Gemeindepartnerschaften
Mit der deutschen Gemeinde Biburg in Bayern besteht eine Partnerschaft.